# Prosenina nicholsoni
Prosenina nicholsoni là một loài ruồi trong họ Tachinidae.